# Strapping Young Lad
Gli Strapping Young Lad sono stati una band heavy metal canadese fondata da Devin Townsend nel 1994 a Vancouver, Columbia Britannica, Canada. La band nacque inizialmente come progetto solista dello stesso leader; Townsend si occupò infatti dell'intera strumentazione nell'album di debutto del 1995, Heavy as a Really Heavy Thing. Dal 1997, la formazione, con Townsend come cantante e chitarrista, Jed Simon come chitarrista, Byron Stroud al basso, e Gene Hoglan alla batteria, rimase invariata fino allo scioglimento della band.
Eclettica miscela di death metal, thrash metal, black metal, progressive metal e industrial metal, la musica degli Strapping Young Lad si è sempre caratterizzata per la sua particolare attitudine sperimentale, e per l'impiego delle tecniche più disparate quali un blast beat onnipresente, una forte componente poliritmica, e una caratteristica produzione a Muro Sonoro. La direzione musicale è stata per gran parte portata avanti da Devin Townsend, la cui esperienza con la sindrome bipolare e una certa dose di humor nero sono state le sue maggiori fonti ispiratrici per la sua musica. Townsend si è anche fatto notare per le sue esibizioni dal vivo eccentriche e fuori dal comune, al punto da caratterizzare l'immagine della band stessa.
Con l'album del 1997, City, i SYL si guadagnarono un cospicuo successo nell'universo musicale underground. In seguito ad una pausa tra il 1999 e il 2002, la band ha pubblicato altri tre album, raggiungendo un notevole successo commerciale nel 2006, con la pubblicazione di The New Black. Townsend sciolse Strapping Young Lad nel 2007, annunciando la propria decisione di distogliere la propria attenzione dal pubblico per concentrarsi sui propri progetti musicali.

## Storia del gruppo

### Heavy as a Really Heavy ThingeCity(1994 – 1998)
Gli Strapping Young Lad vennero fondati nel 1994 come progetto solista di Devin Townsend. Devin è un personaggio abbastanza affermato nella musica, avendo lui dato la voce nell'album Sex and Religion del chitarrista virtuoso Steve Vai, oltre ad aver partecipato nel 1994 al tour per la promozione del disco. Devin si è spesso definito come un "prostituto della musica", "pagato per fare carriera e rendere fama agli altri". Nei mesi successivi darà supporto ai Wildhearts nei loro live dal vivo, attirando così l'attenzione della Roadrunner Records, che ben presto mostra interesse per i suoi lavori. Tuttavia, la curiosità da parte dell'etichetta svanì in breve tempo, cambiando le proprie intenzioni verso Devin. Una vicenda simile si verificò con la stessa etichetta che aveva portato agli onori il medesimo lavoro di Steve Vai nel quale aveva preso parte, la Relativity Records, che respinse i suoi lavori considerandoli di "scarsa attitudine commerciale". Fu la volta della Century Media che lo contattò con la richiesta di incidere alcuni "album estremi". Townsend accettò, siglando un contratto che prevedeva la produzione di cinque album.
Dopo il tour con i Wildhearts, Devin cominciò a registrare Heavy as a Really Heavy Thing, e stando alle sue dichiarazioni, la durata complessiva del lavoro fu di una settimana. Buona parte delle tracce erano strumentali, e le parti di batteria programmate con una drum machine: le parti vocali vennero da lui aggiunte, e in diverse canzoni si vede la partecipazione di alcuni turnisti, tra cui Jed Simon - futuro componente della band - e Adrian White alla batteria - noto già per aver militato in altri progetti come Reset e Front Line Assembly.
Pubblicato nel 1995, l'album è una sintesi di elementi industrial metal, death, thrash e progressive metal. L'album ricevette ottimi consensi dalla critica, che li definì una delle band più originali degli anni '90 e Townsend decise di dedicarsi a tempo pieno con gli SYL, nonostante vide una tiepida accoglienza dal pubblico heavy più tradizionalista: nel primo anno vendette solo 143 copie. Tuttavia le critiche positive, come già precedentemente accennato, non sono mancate, tanto che un critico di Metal Hammer, Andy Stout, lo definì come "uno degli album più disturbanti degli ultimi anni e degli anni a venire". 
Nonostante tutto, lo stesso Townsend ha successivamente espresso in tempi successivi, la sua insoddisfazione verso l'album, affermando che in quel disco fossero solo presenti "due buone canzoni" e che tutto il resto fosse solo "una collezione di vecchie demo ri-registrate".
Il leader degli SYL, intanto, inizia a reclutare tre componenti - che diventano così membri permanenti del gruppo - che tra l'altro avevano collaborato con l'artista per la stesura del precedente album: il chitarrista Jed Simon, il bassista Byron Stroud, e il batterista Gene Hoglan, quest'ultimo personaggio noto nel panorama heavy metal estremo per aver collaborato con band di successo come Dark Angel, Death e Testament.
L'11 febbraio del 1997 vede la luce il loro secondo capitolo discografico, City, dove il contributo di Hoglan diede man forte al gruppo, grazie al suo livello tecnico non indifferente. Il lavoro degli SYL venne ampiamente riconosciuto dalla stampa metal, in particolare dalla rivista Kerrang!, che li definì "la band più pesante di tutti i tempi". Il disco ricevette così in seguito un forte seguito e la band iniziò così ad acquisire una vera e propria fanbase: è attualmente considerato come una delle loro pietre miliari da un consistente numero di appassionati del gruppo e di critici musicali. Basti pensare che nel 2002, venne inserito al quarantacinquesimo posto nella graduatoria di Revolver dei "69 più grandi album metal di tutti i tempi", e nel 2005 nella classifica degli "album da avere assolutamente". Terrorizer l'ha considerato come uno dei "100 migliori album metal di tutti i tempi". Lo stesso Devin si ritenne soddisfatto di questo lavoro.
Verso la fine del 1997, gli Strapping Young Lad intraprese un tour mondiale, per promuovere l'album, che toccò l'Europa, il Nord America e l'Australia. Nel 2008 il gruppo fu anche partecipe al Dynamo Open Air, show che prende atto a Eindhoven, nei Paesi Bassi. Mentre l'attività live continuava la sua corsa, il gruppo fece uscire "No Sleep 'till Bedtime", un album live di una performance tenutasi a Melbourne, in Australia: la Century Media non era inizialmente interessata nel pubblicare l'album in quanto live, ma cambiò la propria idea rimanendo impressionata dalla produzione di Townsend. L'anno si chiuse con alcune date in Giappone e Australia.

### In pausa (1999 - 2002)
Al concludersi del 1998, Townsend decise di porre una pausa all'attività del gruppo in modo da potersi concentrare al massimo sulla sua carriera solista di musicista e produttore. Il risultato fu l'uscita di "Ocean Machine: Biomech" nel 1997 e "Infinity" nel 1998, e la produzione di diversi album di altri artisti.
I numerosi conflitti con la Century Media, e i problemi causati dal disturbo bipolare dal quale ne era affetto, che lo portò in terapia nel 1998, portarono inevitabilmente a rallentare la sua attività musicale, se non quella con gli SYL: difatti Townsend rimase improduttivo dal 1999 al 2002, se non fosse per breve parentesi quali Physicist nel 2000 e Terria nel 2001; si dedicò inoltre alla produzione di album di diversi artisti tra cui Zimmers Hole, Stuck Mojo e Soilwork. Sebbene gli Strapping Young Lad fossero in pausa, tennero qualche performance dal vivo occasionale, come nel 2001 con i Fear Factory al Foot In Mouth Tour, con i quali condivisero la parte ritmica di Gene Hoglan.
Durante questo periodo di pausa gli stessi altri componenti del gruppo rimasero comunque attivi musicalmente: sia Stroud che Hoglan registrarono con altre band, e tutti e tre i componenti collaborarono ai progetti solisti di Townsend sia nelle registrazioni in studio che nelle performance live. Inoltre, Gene Hoglan e Jed Simon formarono un altro gruppo, i Tenet, con alcuni membri degli Interzone, nei primi mesi del 2002.
In maniera quasi del tutto improvvisa, Townsend affermò nel 2001, contrariamente a quanto detto nelle sue precedenti pubbliche dichiarazioni, che un nuovo album dei SYL avrebbe visto la luce nel 2002. Spiegò che in realtà questo ritorno non era ne un modo per ricevere a tutti i costi guadagni di vendite, ne tantomeno una cortesia per i propri fan, quanto più una voglia di dover "sfogare a tutti costi una rabbia creativa" ispirata da episodi quali gli attacchi dell'11 settembre e altre riflessioni personali coltivate nel suo tour del 2001. L'album non è frutto della sola creatività del suo mastermind principale, come avveniva nei dischi precedenti, quanto alla collaborazione tra tutti i componenti del gruppo, che hanno iniziato a lavorarci per una metà in trasferta durante lo show con i Fear Factory, e per un'altra in casa. La band entrò in studio per registrare verso settembre del 2002, dopo aver tenuto alcuni piccoli show ad alcuni festival.

### Strapping Young LadeAlien(2003 – 2005)
Townsend, dopo aver registrato due album solisti (in compagnia di Hoglan, che a sua volta collaborò in altre band) e dopo aver fondato la sua etichetta discografica, la Hevy Devy Records, ritorna con il gruppo nel 2003 per l'incisione di SYL. L'album, pubblicato l'11 febbraio del 2003, è stato subito accolto moderatamente sia dalla critica che dai fan: su Billboard è arrivato alla novantasettesima posizione dei 200 album più venduti. Le disparate critiche lo hanno accolto moderatamente definendolo un buon disco ma non uno dei migliori, secondo alcuni di livello inferiore a City. Ciò è un po' dovuto al fatto che il disco si presentò con una minore presenza di elementi industrial, che avevano reso unico il suono del gruppo, e più vicino a un death metal tecnico e dallo stile più tradizionale; senza escludere il fatto che l'humor presente nei testi degli album passati fa sempre più spazio ad uno altrettanto più nero e sottile.
Seguì una costante e intensiva attività live tra il 2003 e il 2004 per la promozione dell'album in Nord America, Europa e Australia. Nonostante Townsend affermò che SYL avrebbe dovuto essere l'ultimo album del gruppo, la band ristipulò un altro contratto con la Century Media e smentirono il tutto con l'annuncio della pianificazione di un nuovo album.
Il 22 marzo del 2005 venne alla luce Alien, un esplosivo lancio in cui vendette oltre 3000 copie a una settimana dall'uscita. Scalò in breve tempo le classifiche di Billboard, giungendo alla posizione 32 dei più venduti, e alla 35 dei dischi indie. La critica acclamò subito l'album esaltando la creatività del suo mastermind, oltre a ben giudicare il lavoro della band nel saper coniare un suono pesante e discordante con una certa dose di melodia. 
Il disco fu scritto da Townsend e Hoglan, dal momento gli altri due componenti rimasero esterni al lavoro per via di impegni personali. Devin ha inoltre affermato che per preparare le registrazioni dell'album, interruppe le medicazioni prescritte dai medici per la sua malattia: curiosamente nel disco è infatti presente una traccia noise strumentale chiamata "Info Dump", ispirata appunto dalla sua condizione psicologica dovuta all'interruzione dei medicinali per la sua sindrome bipolare.
La canzone "Love?" uscì come singolo. Il suo videoclip venne realizzato ispirandosi al film horror La casa L'uscita del video permise alla canzone di guadagnarsi una certa notorietà, tanto che rimane ancora oggi una delle canzoni più celebri del gruppo. Lo stesso Jed Simon affermò di essere al lavoro per la produzione del video essendosi reso conto del potenziale commerciale che la canzone potesse avere. Questa traccia doveva inizialmente essere presente su un EP che doveva anticipare l'uscita dell'album, la cui pubblicazione è stata in seguito cancellata.
Un'ulteriore attività live fu intrapresa dal gruppo che tra l'aprile e il maggio del 2005 toccarono diverse località statunitensi, per poi giungere nuovamente in Europa. Nuovamente la band prese parte al Sons of the Underground Tour, insieme ad altri artisti, tra cui gli amici di vecchia data Fear Factory - con i quali condivisero la presenza del bassista Stroud e del batterista Hoglan - girandosi così tutto il Nord America. Gli SYL conclusero l'anno con un tour nel Regno Unito; proprio durante quest'intensa attività si dedicarono alla stesura del successivo album. continuando a lavorarci fino alla metà dell'anno successivo. Devin annunciò la propria intenzione di prendere una pausa dall'attività musicale per un breve periodo di tempo.

### The New Blacke la fine del gruppo (2006 – 2007)
The New Black, il quinto e ultimo album in studio vide la luce l'11 luglio del 2006. La Century Media aveva posto una scadenza al gruppo entro la quale doveva pubblicare l'album, così da essere pronto prima dell'Ozzfest. A cagion di ciò, Townsend affermò che numerose registrazioni erano ancora di rivedere, e questa ne fu la ragione principale per cui il disco, che nonostante tutto ebbe un grande seguito commerciale, rimane ancora uno dei più criticati del gruppo. Esso si presentò subito come un lavoro più melodico e meno sperimentale dei precedenti con una forte presenza di umorismo sottile presente nell'album di debutto. Vendette quasi più di 4000 copie nella prima settimana di lancio, scalando diverse classifiche. Alcune critiche lo riportano agli onori come un disco "duro ma orecchiabile" e allo stesso tempo "privo di sostanza", o un "lavoro denso" con "alcuni momenti memorabili".
"Wrong Side" venne scelto come singolo e accompagnato da un altrettanto videoclip. Nel mese di giugno del 2006, gli SYL si imbarcano per un breve tour di festival in Europa, tenendo performance a show quali Rock am Ring, Download Festival e Ozzfest, con esibizioni acclamati da una consistente audience.

Intervistato da Terrorizer nel 2006, Townsend dichiarò di voler porre fine all'attività del gruppo:
(Devin Townsend)
Hoglan smentì inizialmente l'intenzione di Townsend, annunciando un possibile tour nel 2007 ma successivamente riconfermò che il gruppo "resterà in pausa indefinitamente". In una conferenza stampa, Devin ha pubblicamente annunciato di volersi ritirare dai riflettori e interrompere qualsiasi tipo di attività musicale, tra cui interviste, progetti solisti, tour, produzioni di propri e altri lavori.

## Stile musicale
La musica degli Strapping Young Lad si presenta come una mistura tra diversi generi del metal estremo; death metal, thrash metal, black metal, progressive, sperimentale e industrial metal. In diverse canzoni si può facilmente la versatilità dello stile vocale di Townsend, che attraversa indiscretamente senza problemi diversi stili di cantato che vanno dallo scream al growl, al cantato pulito, in alcuni casi addirittura al falsetto, anche nel corso dell'esecuzione di un'unica canzone. Secondo Townsend, la band ha sempre funzionato da espediente per "sfogare la propria pazzia", e in ambedue i suoi due progetti musicali, da i più melodici The Devin Townsend Band ai più stessi aggressivi Strapping Young Lad c'è sempre stata l'idea del "risaltare contrasti positivi e negativi contemporaneamente". Per proporre il caratteristico suono caotico e cacofonico il gruppo ricorre spesso all'uso di tempi dispari e complessi, composizione poliritmiche, blast beat, campionamenti, effetti prodotti da tastiere e un'intricata produzione multitraccia. Townsend ricorre all'uso, anche esasperato, delle tecnologie di produzione moderne più avanzate, come Pro Tools, Steinberg Cubase e Logic Pro, quando registra, produce e mixa le canzoni del gruppo. Come "fan" dichiarato della produzione a multitraccia, tende molto spesso a ricorrere alla creazione di atmosferici e stratificati muri sonori, marco di fabbrica che contraddistingue da sempre la produzione musicale della band; l'unica eccezione va fatta per l'omonimo album in cui non sono presenti campionamenti o altre tecniche più complesse. Spesso le sue idee musicali e il suo stile di produzione sono stati spesso paragonati a Phil Spector e Frank Zappa. Curiosamente gli Strapping Young Lad dal punto di vista strumentale non presentano neanche minimi accenni a qualsiasi forma di virtuosismo o complesse tecniche di esecuzione: buona parte delle loro composizioni sono spesso caratterizzate da semplici giri di chitarra e basso, se non per l'elaborato lavoro ritmico eseguito dalla batteria, caratteristica che li ha spesso paragonati ai Fear Factory, band di cui tra l'altro lo stesso Hoglan ha fatto parte. Non a caso, The New Black è l'unico disco in cui sono presenti assoli, oltre ad essere l'album sul quale hanno posto più enfasi su uno stile più melodico che sperimentale, rispetto ai lavori precedenti.

### Influenze
Gli Strapping Young Lad sono un gruppo il cui ecletticismo trae ispirazione da un'ampia veduta musicale che comprende diversi generi musicali, soprattutto, ma non esclusivamente, l'heavy metal nel senso più classico e canonico del termine. Townsend ha spesso citato, insieme ad altri, Judas Priest, Jane's Addiction, Zoviet France, Grotus, e Frank Zappa tra le proprie influenze, e ha sempre espresso la propria ammirazione verso Meshuggah in diverse occasioni, definendoli "la miglior band metal del pianeta". Simon e Stroud enumerano tra le loro influenze band hard rock classiche, come AC/DC, Led Zeppelin e Kiss, se non anche gruppi thrash e death metal vecchia scuola, come Exodus, Slayer e Morbid Angel, mentre addirittura le influenze Hoglan spaziano da Stevie Wonder a batteristi progressive rock come Neil Peart, Terry Bozzio e Nick Mason. Townsend disse che coloro che ispirarono la creazione di Heavy as a Really Heavy Thing sono stati artisti come Napalm Death e Fear Factory, City invece si presenta invece come un lavoro nel quale si possono facilmente riscontrare reminiscenze da artisti quali Foetus e White Noise, a differenza di The New Black dove l'influenza dei Meshuggah, e "sonorità più tradizionali" come i Metallica hanno giocato un ruolo importante.

### Testi
Townsend è sempre stato il compositore della band.  Se i primi due album erano infatti frutto di sole sue idee, gli album seguenti includevano un piccolo contributo nei "riff, idee nei testi, e titoli delle canzoni" dai suoi colleghi di gruppo.
Nonostante la brutalità della loro musica, i testi degli Strapping Young Lad sono tinti di una forte dose di sottile umorismo e autoironia che li porta anche a parodiare sé stessi. Frequentemente, i testi di Townsend hanno spesso affrontato serie problematiche personali, politiche e sociali con un senso dell'umorismo macabro. Spesso lo stesso leader ha collegato l'atteggiamento della band a quello di "Weird Al" Yankovic. Le influenze liriche di Townsend coprono uno svariato insieme di tematiche, tra cui guerra, teoremi matematici, e cinema. In molti lavori si può notare con frequenza l'utilizzo di giochi di parole, frasi fatte, rinvii logici, versi ripetuti, non solo negli SYL ma anche nei suoi progetti della sua carriera solista.

## Formazione

### Ultima line-up
- Devin Townsend - voce, chitarra e tastiere
- Jed Simon - chitarra
- Byron Stroud - basso (Fear Factory, ex-Devin Townsend)
- Will Campagna - tastiere live
- Gene Hoglan - batteria (Dark Angel, ex-Death, ex-Testament, Devin Townsend, Old Man's Child, Meldrum, ex-Unearth, Dethklok)

### Ex componenti
- John Paul Morgan - tastiere
- Chris Valagao - tastiere live (2002)
- Munesh Sami - tastiere live (2003 - 2005)
- Adrian White - batteria

## Discografia

### Album in studio
- 1995 - Heavy as a Really Heavy Thing
- 1997 - City
- 2003 - SYL
- 2005 - Alien
- 2006 - The New Black

### Album dal vivo
- 1998 - Live in Australia - No Sleep 'Till Bedtime

### DVD
- 2004 - For Those Aboot to Rock: Live at the Commodore
- 2005 - Alien DVD Bonus - (Making Of Alien - Oh My Fucking God Live)